# Élections législatives de 1973 dans le territoire français des Afars et des Issas
Les élections législatives françaises de 1973 se déroulent le 4 mars 1973. Dans le territoire français des Afars et des Issas, un député est à élire dans le cadre d'une circonscription.

## Élus
| Circonscription        | Député sortant         | Parti | Parti | Député élu ou réélu | Parti | Parti |
| ---------------------- | ---------------------- | ----- | ----- | ------------------- | ----- | ----- |
| Circonscription unique | Abdoulkader Moussa Ali |       | UDR   | Omar Farah Iltireh  |       | UDR   |

## Résultats

### Résultats à l'échelle du territoire
|                       | Union des démocrates pour la République | 25 105 | 74,1   | 1 |  |  |
|                       | Union des républicains de progrès       | 25 105 | 74,1   | 1 |  |  |
|                       |                                         |        |        |   |  |  |
|                       | Parti socialiste                        | 9 125  | 25,9   | 0 |  |  |
|                       |                                         |        |        |   |  |  |
| Inscrits              | Inscrits                                | 45 031 | 100,00 | 1 |  |  |
| Abstentions           | Abstentions                             | 9 191  | 20,41  |   |  |  |
| Votants               | Votants                                 | 35 840 | 79,59  |   |  |  |
| Blancs et nuls        | Blancs et nuls                          | 601    | 1,68   |   |  |  |
| Exprimés              | Exprimés                                | 35 239 | 98,32  |   |  |  |
| Source : Data.gouv.fr |                                         |        |        |   |  |  |

### Résultats par circonscription
| | Omar Farah Iltireh élu | UDR (URP)      | 25 105 | 74,1   |  |  |  |
| | Ibrahim Harbi Farah    | PS             | 9 125  | 25,9   |  |  |  |
| | Ahmed Mohamed Ahmed    | Divers droite  | 0      | 0      |  |  |  |
| | Houmed Abdallah Ahmed  | Divers droite  | 0      | 0      |  |  |  |
| | Idriss Issa Ali        | Divers droite  | 0      | 0      |  |  |  |
| |                        |                |        |        |  |  |  |
| Inscrits | Inscrits               | Inscrits       | 45 031 | 100,00 |  |  |  |
| Abstentions | Abstentions            | Abstentions    | 9 191  | 20,41  |  |  |  |
| Votants | Votants                | Votants        | 35 840 | 79,59  |  |  |  |
| Blancs et nuls | Blancs et nuls         | Blancs et nuls | 610    | 1,7    |  |  |  |
| Exprimés | Exprimés               | Exprimés       | 35 230 | 98,3   |  |  |  |
| Source : France, Ministère de l'intérieur. Les Elections législatives . Métropole., la Documentation française, 1974 (lire en ligne) |                        |                |        |        |  |  |  |